# 永富公主
永富公主（?—?），为南北朝北周文帝宇文泰的女儿。
永富公主嫁给了史宁的儿子史雄，史雄尚永富公主。史雄勇敢，膂力过人。十四岁时，和父亲在牵屯山奉迎宇文泰。随宇文泰打猎时，弓无虚发。宇文泰把女儿永富公主嫁给他。历任使持节、骠骑大将军、开府仪同三司，累迁驾部中大夫、大驭中大夫。史雄和柱国、枹罕公辛威镇守金城时去世，时年二十四岁。

## 传記資料
- 《周书》卷二十八、列传第二十